# Jonathan Safran Foer

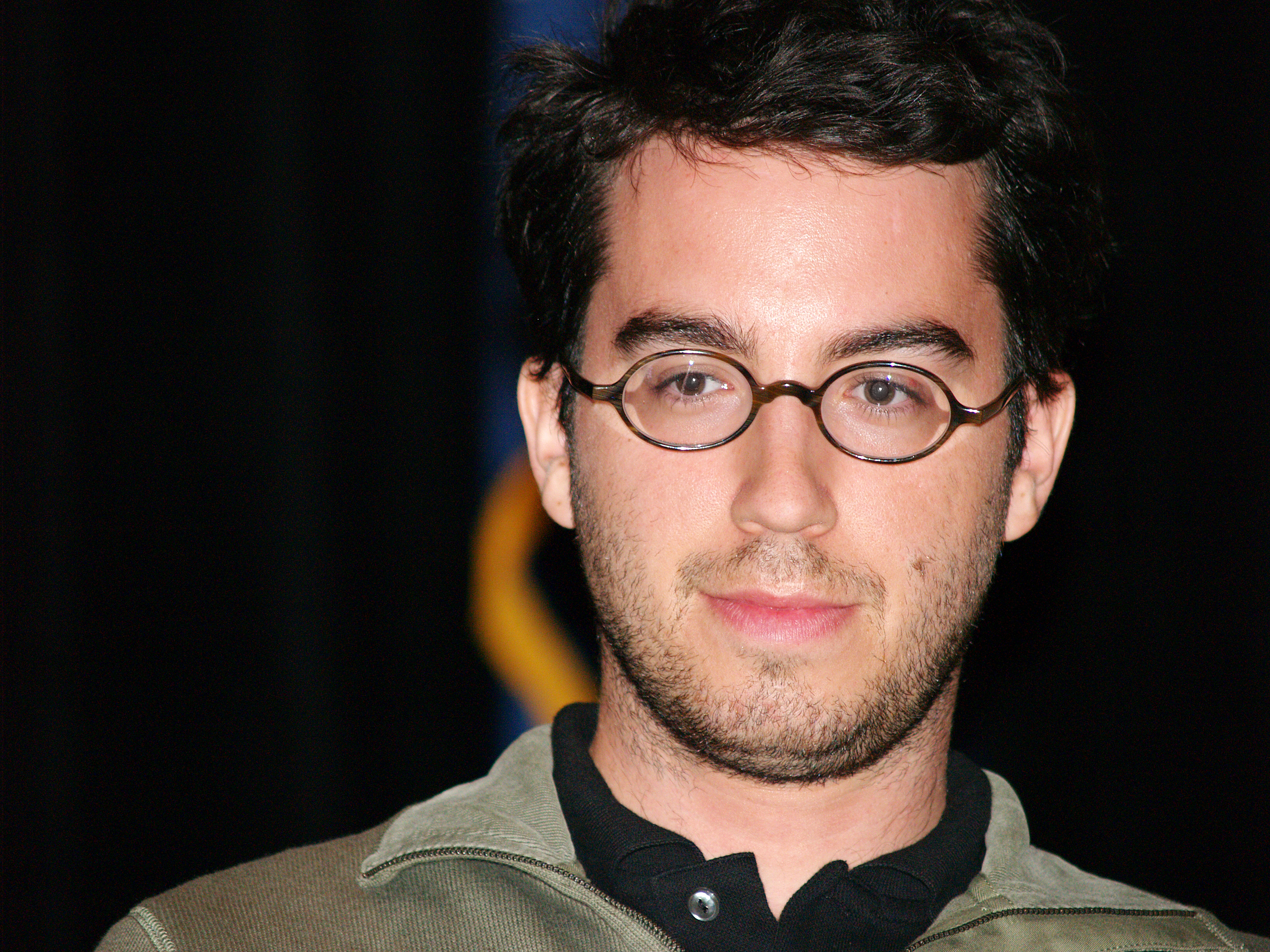
Jonathan Safran Foer (2007)

Jonathan Safran Foer [ˈdʒɒnəθən ˈsæfɹən ˈfɔːɹ] (* 21. Februar 1977 in Washington, D.C.) ist ein US-amerikanischer Schriftsteller. Sein erster Roman Everything Is Illuminated erschien 2002. In Deutschland erlangte Foer Bekanntheit vor allem mit seinem im November 2009 erschienenen  Sachbuch Eating Animals (deutsch Tiere essen), das sich mit den Problemen der industrialisierten Tierproduktion auseinandersetzt.

## Werk
Im Jahr 2001 fungierte Safran Foer nach seinen vorherigen Jobs als Ghostwriter und Rezeptionist erstmals als Literat, wenn auch zweiter Hand, nämlich als Herausgeber der Sammelschrift A Convergence of Birds: Original Fiction and Poetry Inspired by the Work of Joseph Cornell zu Ehren des 1972 verstorbenen New Yorker Künstlers Joseph Cornell, der sich als Bildhauer vor allen Dingen durch seine Boxes einen Namen gemacht hatte. Das Buch vereint Texte von unterschiedlichen Schriftstellern (so z. B.: Robert Pinsky, Joyce Carol Oates, Paul West, Rick Moody, Howard Norman, Robert Coover), die Foer zuvor angeschrieben und darum gebeten hatte, sich von Cornells Arbeit zu einem eigenen Werk inspirieren zu lassen. Dieses Faible für außergewöhnliche Projekte ist Foer bis heute erhalten geblieben: So sammelt er die jeweils nächste, noch unbeschriebene Seite eines in Arbeit befindlichen Buches anderer Schriftsteller, die er per Brief um den leeren Bogen Papier bittet.

### Alles ist erleuchtet
2002 erschien Foers Debütroman Everything Is Illuminated; die deutsche Übersetzung folgte im Frühjahr 2003 unter dem Titel Alles ist erleuchtet (dt. von Dirk van Gunsteren).
Der Roman erzählt die Geschichte eines jungen amerikanischen Schriftstellers namens Jonathan Safran Foer, der sich auf den Weg in die Ukraine macht, um die Frau zu suchen, die den Erzählungen seiner Familie zufolge seinen Großvater vor den Nazis gerettet haben soll. Begleitet wird er auf dieser Reise von einem jungen Dolmetscher namens Alex, der sich seine Fremdsprachenkenntnisse mehr schlecht als recht im Heimstudium hat angedeihen lassen. Dessen Großvater, der behauptet sein Augenlicht verloren zu haben, ist der Fahrer der Reisegruppe. Sein Blindenhund namens Sammy Davis jr. jr. ist eine läufige Hündin, die es vornehmlich auf den hundescheuen Jonathan abgesehen hat und ihn somit oftmals an den Rand des Wahnsinns treibt. Die zweite Erzählebene zeigt die Entstehung des jüdischen Schtetls Trachimbrod über die Jahrhunderte und erzählt die Geschichte seiner Bewohner mit dem Hang zum bunten Fabulieren.
Insbesondere die dreigeteilte Erzählperspektive des Buches ist von der Kritik gelobt worden: Neben den durch einen nicht näher genannten Ich-Erzähler geschilderten Trachimbrod-Parts des Buches werden die in der Gegenwart spielenden Teile durch die Korrespondenz zwischen Jonathan und seinem ukrainischen Freund Alex erzählt. Jonathan beginnt in der Erzählfiktion des Buches nach der Rückkehr in seine Heimat, die Geschichte des Schtetls Trachimbrod (Trochenbrod) aufzuschreiben, und schickt diese Kapitel nach und nach an Alex. Dieser wiederum reagiert auf die Beschreibungen seines amerikanischen Freundes mit mal überschwänglichen, mal stark kritischen Briefen, in denen er in holprigem Englisch und unfreiwillig komisch viel von seinem Leben und dem seines Großvaters berichtet. Im Laufe dieser Korrespondenz kommen sich die beiden Hauptfiguren noch näher, als dies während der gemeinsamen Reise der Fall war.
Ähnlich wie sein fiktionalisiertes Alter Ego hat auch der Autor Foer selbst eine solche Reise unter ähnlichem Vorsatz angetreten, fand jedoch die erwähnte Retterin namens Augustine nicht.
Der Roman erregte international großes Aufsehen, wurde von den meisten Feuilletonisten einhellig als eines der besten, wenn nicht gar als das beste Buch des Jahres gewürdigt und in über 20 Sprachen übersetzt sowie vielfach ausgezeichnet. Allein für seinen zweiten Roman erhielt Foer einen Vorschuss von einer Million Dollar, eine Summe, die sonst höchstens lange etablierte Bestsellerautoren erhalten.
Der Roman wurde 2005 unter gleichem Titel Alles ist erleuchtet mit Elijah Wood (bekannt als Frodo aus Der Herr der Ringe) in der Hauptrolle verfilmt. An seiner Seite spielt Eugene Hütz, Sänger der international bekannten Punkband Gogol Bordello und gebürtiger Ukrainer, die Rolle des Alex.
Im November 2020 schreibt Cornelia Geißler in der Frankfurter Rundschau unter Bezugnahme auf Alles ist erleuchtet: „Hat es das schon einmal gegeben? Ein junger Autor sorgt mit einem Roman über die Lücken in seiner Familiengeschichte für Furore, und dann kommt seine Mutter und recherchiert alles nach? So ungefähr hängen zwei Bücher von Jonathan und Esther Safran Foer zusammen. Ohne das eine würde es das andere nicht geben. Und vermutlich wäre Jonathan Safran Foer nicht der berühmte Schriftsteller geworden, der er heute ist […], hätte er nicht als Erstes das Rätsel zu ergründen versucht, das seine Mutter ihm aufgab. Ursprünglich suchte er ein Thema für seine Masterarbeit, dann wurde es ein Roman.“ Der fand nun seine Ergänzung in dem Buch seiner Mutter: Ihr sollt wissen, dass wir noch da sind. Nach Geißler handelt es sich dabei um eine faktenreiche Recherche über die eigene Familiengeschichte und die Geschichte der Juden von Trochenbrod, „klug gebaut und klar formuliert“, wobei aufgrund der subjektiven Deutung dieser Fakten „auch dieses Memoir ein literarisches Werk“ sei.

### Extrem laut und unglaublich nah
2005 erschien sein zweiter Roman mit dem Titel Extremely Loud & Incredibly Close in den USA. Die deutsche Übersetzung von Henning Ahrens folgte noch im selben Jahr unter dem Titel Extrem laut und unglaublich nah.
Erzählt wird die Geschichte des neunjährigen Oskar Schell, dessen Vater bei den Terroranschlägen des 11. September 2001 ums Leben gekommen ist. Oskars Verhältnis zu seinem Vater war sehr eng und geprägt durch viele spielerische Rituale, wie das gemeinsame Durchschauen der New York Times auf Fehler hin. So glaubt Oskar, nachdem er in den Hinterlassenschaften seines toten Vaters einen mysteriösen Briefumschlag mit dem Namen Black gefunden hat, auf ein letztes Rätsel seines Vaters gestoßen zu sein – eines, das ihm auch seinen unerwarteten Tod zu erklären vermag.
Der Junge macht sich auf die Suche nach diesem Black und nach dem passenden Schloss zu dem im Umschlag steckenden Schlüssel und durchstreift so die fünf Bezirke New Yorks. Begleitet wird er dabei von einem alten Nachbarn namens Black und später vom Untermieter seiner Großmutter, einem stummen alten Mann, der sich später, jedoch nicht für Oskar, als sein Großvater erweist – und indirekt auch von seiner Mutter, der die Ausflüge ihres Sohnes nicht verborgen geblieben sind und die die von Oskar aufgesuchten Menschen mit dem Nachnamen Black vorher über sein Kommen informiert.
Dieses Operieren im Verborgenen ist symptomatisch für das Verhältnis von Mutter und Sohn: während Oskar die Liebe zu seinem Vater ganz offen zeigte und verbalisierte, ist das Verhältnis zu seiner Mutter weit stärker belastet durch die Unfähigkeit, sich zu öffnen. So verarbeiten beide ihre Trauer weitgehend getrennt.
Extrem laut und unglaublich nah ist nicht nur das Porträt eines durch den 11. September traumatisierten Jungen und seiner Familie, sondern auch eine Liebeserklärung an die Stadt New York, die in der Perspektive eines kleinen Jungen zu einem beinahe magischen Ort wird. Die Parallelen zu Günter Grass’ Blechtrommel sind offensichtlich. Neben der für amerikanische Verhältnisse ungewöhnlichen Schreibweise des Namens Oskar (Matzerath bzw. Schell) sind es vor allen Dingen motivische Reminiszenzen, die an den Roman des Nobelpreisträgers Grass erinnern. Beide Oskars sind durch die Welt der Erwachsenen traumatisiert worden und lehnen diese ab. Beide durchstreifen ihre Heimatstädte bewaffnet mit Musikinstrumenten (Trommel bzw. Tambourin). Der entscheidende Unterschied zwischen beiden Figuren ist jedoch, dass während Matzerath eine radikale Außenseiterposition einnimmt und sich der Welt der Erwachsenen durch die Verweigerung des Wachsens endgültig entzieht, Foers Oskar verzweifelt versucht, mit dieser ihm fremden Welt zu kommunizieren und sie für sich dadurch verständlicher zu machen.
Wie schon Alles ist erleuchtet zeichnet sich der Roman durch eine komplexe Erzählstruktur aus. Die zweite Ebene bildet eine auf eine große Menschheitskatastrophe zurückgreifende Geschichte, welche in der Zeit des Nationalsozialismus angesiedelt ist. Erzählt wird die Liebesgeschichte von Oskars Großvater, der die von ihm geliebte Frau sowie seinen ungeborenen Sohn bei der Bombardierung Dresdens verliert. Durch diesen Verlust traumatisiert, verliert er allmählich seine Fähigkeit zu sprechen und wandert in die USA aus, wo er Oskars zukünftige Großmutter kennenlernt, die Schwester seiner ermordeten Geliebten.

### Seven Attempted Escapes from Silence
Im September 2005 wurde in der Berliner Staatsoper die Oper Seven Attempted Escapes from Silence aufgeführt, zu der Jonathan Safran Foer das Libretto geschrieben hat. Das aus sieben Episoden bestehende Werk wurde von sieben verschiedenen Komponisten und Regisseuren gestaltet, die sich alle von einem siebenaktigen Ausgangstext Foers inspirieren ließen und ihren Akt auf die für sie typische musikalische und szenische Art umsetzten.
Die Kritik reagierte wenig begeistert auf das über weite Strecken sehr experimentelle Werk. Auch Foer schien in den auf den Premierenabend folgenden Interviews als höflicher Zyniker: Er habe die Zusammenarbeit sehr interessant gefunden, im Hinblick aber auf die Freiheit, die sich die Regisseure bei der Nichtbeachtung seiner szenischen Vorgaben genommen hätten, sei er froh, bald wieder an einem Roman arbeiten zu können, bei dem er zu 100 % selbst bestimme, was am Ende in den Läden liege.

### Tiere essen
Im November 2009 erschien Foers erstes Sachbuch, das sich unter dem Titel Eating Animals (dt. Tiere essen) mit den Problemen der industrialisierten Tierproduktion auseinandersetzt (siehe auch Massentierhaltung). Mit der deutschen Schriftstellerin und Vegetarismus-Aktivistin Karen Duve begab er sich auf gemeinsame Lesereise.

### Wir sind das Klima!
Im September 2019 erschien Wir sind das Klima!, Foers zweites Sachbuch, im Original: We are the Weather! Der sarkastische Untertitel: Wie wir unseren Planeten schon beim Frühstück retten können. Das Buch kam in der zweiten und in der vierten Woche nach Erscheinen auf Platz 11 in der Spiegel-Bestsellerliste für Sachbücher. Tanya Sweeney nannte den Band „ein brillant unzusammenhängendes Werk zur Bekämpfung des Klimawandels“. Simon Hadler fasste den Inhalt in folgenden zwei Fragen zusammen: „Warum bleibt trotz der schrecklichen Fakten eine Massenpanik aus? Und bringt es überhaupt irgendetwas, wenn Individuen einen kleinen Beitrag leisten?“

## Privatleben
Foer stammt aus einer jüdischen Familie aus dem in seinem ersten Roman verarbeiteten Schtetl Trachimbrod, die den Holocaust überlebte. Seine Mutter, Esther Safran Foer, die ihre frühe Kindheit nach der Flucht ihrer Eltern aus Polen in dem hessischen DP-Lager Ziegenhain (Schwalmstadt), dem heutigen Trutzhain, verbrachte, ist eine US-amerikanische Autorin und vormalige Geschäftsführerin eines jüdischen Kulturzentrums in Washington.
Jonathan Safran Foer studierte Philosophie und Literatur an der Princeton University. Im Juni 2004 heiratete er die Schriftstellerin Nicole Krauss. Das Paar hat zwei Kinder und ist seit 2014 geschieden. Beide leben getrennt in Brooklyn, New York.

## Bibliographie

### Romane
- Alles ist erleuchtet (Originaltitel: Everything is Illuminated, 2002), übersetzt von Dirk van Gunsteren, Kiepenheuer & Witsch, Köln 2003, ISBN 978-3-462-03217-8; als Taschenbuch: Fischer, Frankfurt am Main 2005, ISBN 978-3-596-15628-3.
- Extrem laut und unglaublich nah (Originaltitel: Extremely Loud and Incredibly Close, übersetzt von Henning Ahrens).  Kiepenheuer & Witsch, Köln 2005, ISBN 978-3-462-03607-7.
- Tree of Codes, Visual Editions, London 2010, ISBN 978-0-9565692-1-9.
- Here I Am, Farrar, Straus and Giroux, New York 2016, ISBN 978-0-374-28002-4
  - Hier bin ich. Übersetzung Henning Ahrens. Kiepenheuer & Witsch, 2016[11][12]

### Sachbücher
- Tiere essen. Kiepenheuer & Witsch, Köln 2010 (Originaltitel: Eating animals, 2009, übersetzt von Isabel Bogdan, Ingo Herzke, Brigitte Jakobeit), ISBN 978-3-462-04044-9.
- Wir sind das Klima! Wie wir unseren Planeten schon beim Frühstück retten können, Kiepenheuer & Witsch, Köln 2019 (Originaltitel: We are the Weather, übersetzt von Stefanie Jacobs und Jan Schönherr), ISBN 978-3-462-05321-0.

## Auszeichnungen
2003 war Foer Preisträger des Rolf-Heyne-Buchpreises für seinen Debütroman. 2004 wurde Foer zusammen mit zwei weiteren Autoren mit dem Robert-Bingham-Stipendium des amerikanischen PEN-Zentrums ausgezeichnet, um ihn bei der Arbeit an seinem zweiten Roman zu unterstützen.

## Verfilmungen
Sein erster Roman Alles ist erleuchtet wurde 2005 von Liev Schreiber mit Elijah Wood in der Hauptrolle verfilmt.
Sein zweiter Roman Extrem laut und unglaublich nah wurde 2011 mit Tom Hanks, Thomas Horn und Sandra Bullock in den Hauptrollen verfilmt.